# Ernst G. Straus
Ernst Gabor Straus (Múnich, 25 de febrero de 1922-Los Ángeles, 12 de julio de 1983) fue un matemático germano-estadounidense de origen judío que ayudó a fundar las bases de la teoría euclidiana de Ramsey y de las propiedades aritméticas de las funciones analíticas.

## Biografía
Nació en Múnich, el 25 de febrero de 1922, siendo el menor de cinco hijos (Isa, Hana, Peter, Gabriella) de un destacado abogado sionista, Elias (Eli) Straus, y su esposa Rahel Straus, médica y feminista.
Llegó a ser conocido desde muy joven como un prodigio de las matemáticas. Tras la muerte de su padre, la familia huyó del régimen nazi al Mandato británico de Palestina en 1933, y se educó en la Universidad Hebrea de Jerusalén. Aunque nunca recibió una licenciatura, comenzó estudios de posgrado en la Universidad de Columbia en Nueva York, obteniendo un doctorado en 1948 con F. J. Murray.
Dos años más tarde, se convirtió en asistente de Albert Einstein. Después de un período de tres años en el Instituto de Estudios Avanzados, aceptó un puesto en la Universidad de California en Los Ángeles, que mantuvo por el resto de su vida.
Sus intereses variaron ampliamente a lo largo de su carrera, comenzando con sus primeros trabajos sobre la relatividad con Einstein y continuando con un trabajo profundo en teoría analítica de números, teoría de grafos extremos y combinatoria. Una de sus contribuciones más conocidas a la matemática popular es la conjetura de Erdős-Straus de que todo número de la forma 4/n tiene una fracción egipcia de tres términos.
Falleció el 12 de julio de 1983 por insuficiencia cardíaca.